# 窄叶青冈
窄叶青冈（学名：Quercus augustinii）为壳斗科栎属下的一个种。模式标本采自云南蒙自。